# Карен Шахназаров
Карен Георгиевич Шахназаров (роден на 8 юли 1952 г., Краснодар, СССР) е съветски и руски филмов режисьор, сценарист, филмов продуцент, общественик; Народен артист на Руската федерация (2002), лауреат на три държавни награди на Руската федерация (2003, 2013, 2022), Държавната награда на РСФСР на името на братя Василиеви (1988) и наградата на Ленинския комсомол (1986).
От 20 април 1998 г. – генерален директор и председател на борда на филмовия концерн „Мосфилм“.
Участник в предаването „Вечер с Владимир Соловьов“ на телевизионния канал „Русия 1“.

## Биография
Роден на 8 юли 1952 г. в Краснодар. Баща – Георги Шахназаров (1924 – 2001), политолог, съветник на президента на СССР Михаил Горбачов (1991); майка – Анна Григориевна Шахназарова, родена Шашкина (29 декември 1928 – 21 март 2022), възпитаник на катедрата по театрални изследвания на ГИТИС. Карен Шахназаров произхожда от аристократичния арменски род на принцовете Мелик-Шахназарян, управлявал през Средновековието арменската провинция Варанда в Нагорни Карабах.
Карен Шахназаров учи в московското училище № 4. През 1975 г. завършва режисьорския отдел на ВГИК (работилница на Игор Таланкин). Шахназаров работи като асистент на същия режисьор на снимачната площадка на филма „Избор на мишена“. От юни до октомври 1975 г. – директор на „Мосфилм“. Дипломната му работа е късометражният филм „Стъпка по-широко, маестро!“ (1975), базиран на едноименния разказ на Василий Шукшин.
От октомври 1975 г. до ноември 1976 г. служи в редовете на Съветската армия. След приключване на службата се връща във филмовото студио. Член на КПСС от 1985 г.
Неговият пълнометражен дебют е филмът The Kind Ones (1979). През 1980 г. по сценарий на Шахназаров е поставена лиричната комедия „Дами канят господа“. Също така през 80-те години той заснема редица истории за филмовото списание „Фитил“.
Карен Шахназаров става широко известен като режисьор и сценарист благодарение на музикалния филм „Ние сме от джаза“, издаден през 1983 г. на екраните на СССР. Този филм, обявен за най-добрия музикален филм на годината от анкета на читателите на списанието „Съветски екран“, също така е удостоен с няколко международни награди.
Филмите, заснети в началото на Перестройката, стават успешни: „Зимна вечер в Гагра“ (1985), „Куриер“ (1986) и други.
През 1994 – 1995 г. той е водещ на поредица от телевизионни програми „XX век в кадър и зад кулисите“ на телевизионния канал РТР.
От 20 април 1998 г. – генерален директор, председател на борда на филмовия концерн „Мосфилм“.
Шахназаров смята, че в съвременното руско кино липсва самоидентификация и обща идея, както в съветското кино, а също така липсват личности. Той отбелязва, че сега можете да преброите на пръстите си броя на наистина талантливите режисьори. Освен това сега е много по-трудно да се получи кинематографично образование, тъй като хора, които вече са завършили университет, често ходят на кино. Съответно, ако човек няма средства, той просто не може да получи филмово образование.
Член е на Руската академия за филмово изкуство и Националната академия за киноизкуство и наука на Русия.

## Обществени възгледи
Още в първия ден той публично подкрепя нахлуването на Русия в Украйна.
През 2024 г. става довереник на руския кандидат-президент Владимир Путин.